# Severikirche (Fulda)

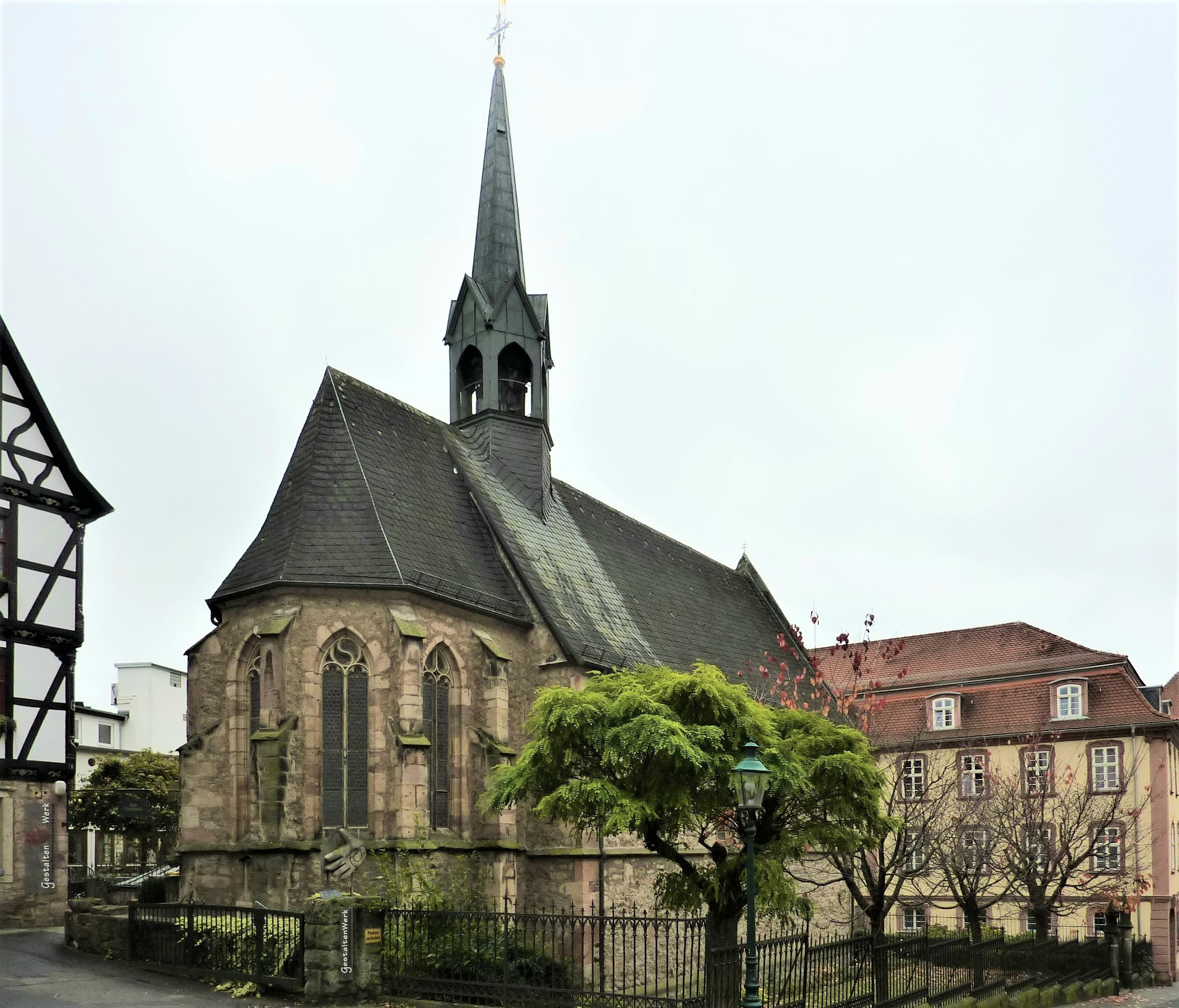
Severikirche

Die Kirche St. Maria und Severus („Severikirche“) ist eine gotische Filialkirche der römisch-katholischen Pfarrei St. Simplizius, Faustinus und Beatrix (Stadtpfarrei Fulda) der Stadtpfarrkirche St. Blasius in Fulda.

## Geschichte
Das zunächst als „Neue Kirche“ bezeichnete Kirchlein wurde als Stiftung des Bürgers Erasmus Kämmerer in den Jahren von 1438 bis 1445 im damals neuen Stil der Gotik erbaut. 1451 wurde sie zur Zunftkapelle der Wollweber – damals die größte Zunft Fuldas –, die den heiligen Severus von Ravenna als Schutzpatron verehrten. In der Folge bürgerte sich der Name „Serverikirche“ ein. In der Reformationszeit wurde die Kirche nicht benutzt, ab 1616 dann renoviert und 1621 zu Ehren der Gottesmutter Maria und des heiligen Serverus neu konsekriert. Sie diente von 1620 bis 1630 als erste Klosterkirche der nach Fulda berufenen Franziskaner (OFM). Auch die in Fulda lebenden Benediktinerinnen nutzten die Kirche 1626 für kurze Zeit. Von 1722 bis 1882 war sie Garnisonskirche der Militärpfarrei. Seit 1836 fanden in der Severikirche Gottesdienste für das benachbarte katholische Lehrerseminar statt, das 1896 zum Marienheim der Vinzentinerinnen wurde. Von 1885 bis 1959 fand der Schulgottesdienst für die Realschule in der Severikirche statt.

## Orgel
Die Orgel der Kirche wurde 1968 durch Matthias Kreienbrink erbaut und stand ursprünglich in der Seminarkirche des Bischöflichen Priesterseminars in Fulda. 1997 wurde sie in der Severikirche aufgestellt. Das Instrument hat eine mechanische Schleifladentraktur und verfügt über folgende Disposition:
| I Hauptwerk |    |
| Gedackt     | 8′ |
| Prinzipal   | 4′ |
| Mixtur III  |    |

| II Hinterwerk  |    |
| Holzgedackt    | 8′ |
| Rohrflöte      | 4′ |
| Prinzipal      | 2′ |
| Sesquialter II |    |

| Pedal  |     |
| Subbaß | 16′ |

Koppeln: Drei Koppeln